# Гарофали (Казерта)
Гарофали је насеље у Италији у округу Казерта, региону Кампанија.
Према процени из 2011. у насељу је живело 308 становника. Насеље се налази на надморској висини од 583 м.